# Ixodes randrianasoloi
Ixodes randrianasoloi este o specie de căpușe din genul Ixodes, familia Ixodidae, descrisă de Uilenberg și Harry Hoogstraal în anul 1969.
Este endemică în Madagascar. Conform Catalogue of Life specia Ixodes randrianasoloi nu are subspecii cunoscute.